# شهدطوطی سرخ‌آبی
شهدطوطی سرخ‌آبی (نام علمی: Eos histrio) نام یک گونه از سرده طوطی‌های شفق است.